# Plays the Benny Carter Songbook
Plays the Benny Carter Songbook — студийный альбом британо-американской джазовой пианистки Мэриэн Макпартлэнд, выпущенный в 1990 году на лейбле Concord Jazz. В альбоме представлены композиции авторства саксофониста Бенни Картера, который также появляется в записи.

## Отзывы критиков
| Оценки критиков                            | Оценки критиков |
| Источник                                   | Оценка          |
| ------------------------------------------ | --------------- |
| AllMusic                                   | [ 3 ]           |
| The Encyclopedia of Popular Music          | [ 4 ]           |
| MusicHound Jazz: The Essential Album Guide | [ 5 ]           |
| The Penguin Guide to Jazz                  | [ 6 ]           |
| The Rolling Stone Jazz & Blues Album Guide | [ 7 ]           |

Крис Альбертсон из Stereo Review заявил, что Макпартлэнд и Картер — классная пара, и вместе они создают замечательную музыку и, очевидно, наслаждаются каждой её нотой. «Это альбом, пронизанный хорошим вкусом и музыкальностью, дань уважения не только композициям Бенни Картера, но и самому джазу», — резюмировал автор.
В рецензии AllMusic Скотт Яноу написал: «Этот диск Мэриэн Макпартлэнд выделяется на фоне большинства сборников песен двумя аспектами. Бенни Картер гораздо больше известен как саксофонист и аранжировщик, чем как композитор, поэтому его произведения звучат свежо, ведь на протяжении многих лет их недооценивали. Кроме того, тот факт, что Картер сам исполняет большинство этих композиций (в записи также участвовали басист Джон Клейтон и барабанщик Гарольд Джонс), делает этот сборник особенным. Среди самых ярких моментов — „When Lights Are Low“, „I’m in the Mood for Swing“, „Key Largo“, „Doozy“, „Lonely Woman“ и „Only Trust Your Heart“, но все 11 песен хороши и зажигательны». Эндрю Гилберт из MusicHound Jazz: The Essential Album Guide подчеркнул, что Макпартлэнд прекрасно чувствует музыку Картера и способна передать настроение его композиций — от меланхоличной «Lovely Woman» до энергичного риффа «Easy Money».

## Список композиций
1. «When Lights Are Low» (Бенни Картер, Спенсер Уильямс) — 4:00
2. «I’m In The Mood For Swing» (Бенни Картер, Спенсер Уильямс) — 5:12
3. «A Kiss From You» (Бенни Картер, Джонни Мерсер) — 4:49
4. «Key Largo» (Бенни Картер, Карл Сусседорф, Леа Уорт) — 3:40
5. «Another Time, Another Place» (Бенни Картер) — 3:38
6. «Summer Serenade» (Бенни Картер) — 4:41
7. «Doozy» (Бенни Картер) — 3:59
8. «Lonely Woman» (Бенни Картер, Рэй Сонин) — 5:09
9. «Only Trust Your Heart» (Бенни Картер, Сэмми Кан) — 7:04
10. «Evening Star» (Бенни Картер) — 3:37
11. «Easy Money» (Бенни Картер) — 6:00

## Участники записи
- Мэриэн Макпартлэнд — фортепиано
- Бенни Картер — саксофон-альт
- Джон Клэйтон[англ.] — басс
- Гарольд Джонс[англ.] — ударные
- Фил Эдвардс — звукорежиссёр, запись
- Эрик Радд — ассистент звукорежиссёра
- Джордж Хорн — мастеринг
- Карл Джефферсон — продюсер

Все данные взяты из примечаний к альбому.